# Víctor Escorial

Víctor Manuel Escorial Merino, (27 de febrero de 1949, Madrid, Comunidad de Madrid) es un exjugador de baloncesto y arquitecto español. Su puesto natural en la cancha era el de alero. Sus hermanos José Manuel y Carlos también jugaron al baloncesto.
Licenciado en Arquitectura superior por la Universidad Politécnica de Barcelona. Estuvo en primera división durante 16 temporadas, desde la temporada 1967-1968 hasta la temporada 1982-1983.

## Trayectoria
Se inicia en el mundo del baloncesto en el Colegio Chamberí de los hermanos Maristas, en Madrid, juega en la cantera del Estudiantes y en el Vallehermoso. Juega con el Vallehermoso en Primera División de la mano de Pepe Auseré y luego vuelve al Estudiantes, donde juega las temporadas 1968-1969 y 1969-1970, coincidiendo con grandes jugadores como José Luis Sagi-Vela, Gonzalo Sagi-Vela, Juan Antonio Martínez Arroyo, Miguel Ángel Estrada, y como entrenador Ignacio Pinedo. Después tendría un peregrinar de 11 años por 4 equipos catalanes, siendo el primero de ellos el Picadero Jockey Club, jugando 3 años hasta que desaparece el equipo en el año 1973, otros tres años pasaría en el Joventut de Badalona, ganando la Copa en el año 1976 al Real Madrid, luego jugaría en el FC Barcelona, por un espacio de 2 años, ganando la Copa del Rey del año 1977-1978 siendo compañero de jugadores como Norman Carmichael, Miguel López Abril, Manolo Flores, Miguel Ángel Estrada y jugadores que empezaban como Chicho Sibilio, Ignacio Solozábal, Juan Antonio San Epifanio, Perico Ansa y Juan de la Cruz, etc. Su último equipo catalán sería el Bàsquet Manresa, también jugando dos años hasta que vuelve al Estudiantes,  jugando 2 años hasta que se retira en el año 1984 con 34 años.

## Distinciones
Mejor jugador España, A.E.B.I. 1972-1973,
Mejor jugador España, A.E.B.I. 1975-1976,
Mvp final de Copa del Rey año 1975 (Cartagena, España),
Mvp final de Copa del Rey año 1980 (Ferrol, España),
2.º Máximo anotador liga Nacional 1972-1973,
3.er Máximo anotador liga Nacional 1971-1972,
Jugador promesa del año (Diario As) 1967-1968,
Ganador trofeo Fontecelta a la regularidad (Diario Marca) 1972-1973.

## Internacionalidades
Fue internacional con España en 31 ocasiones, participando en los siguientes eventos:
- Eurobasket 1969: 5 posición.
- Pre-europeo 1969
- Preolímpico 1976